# Teleki 8 B

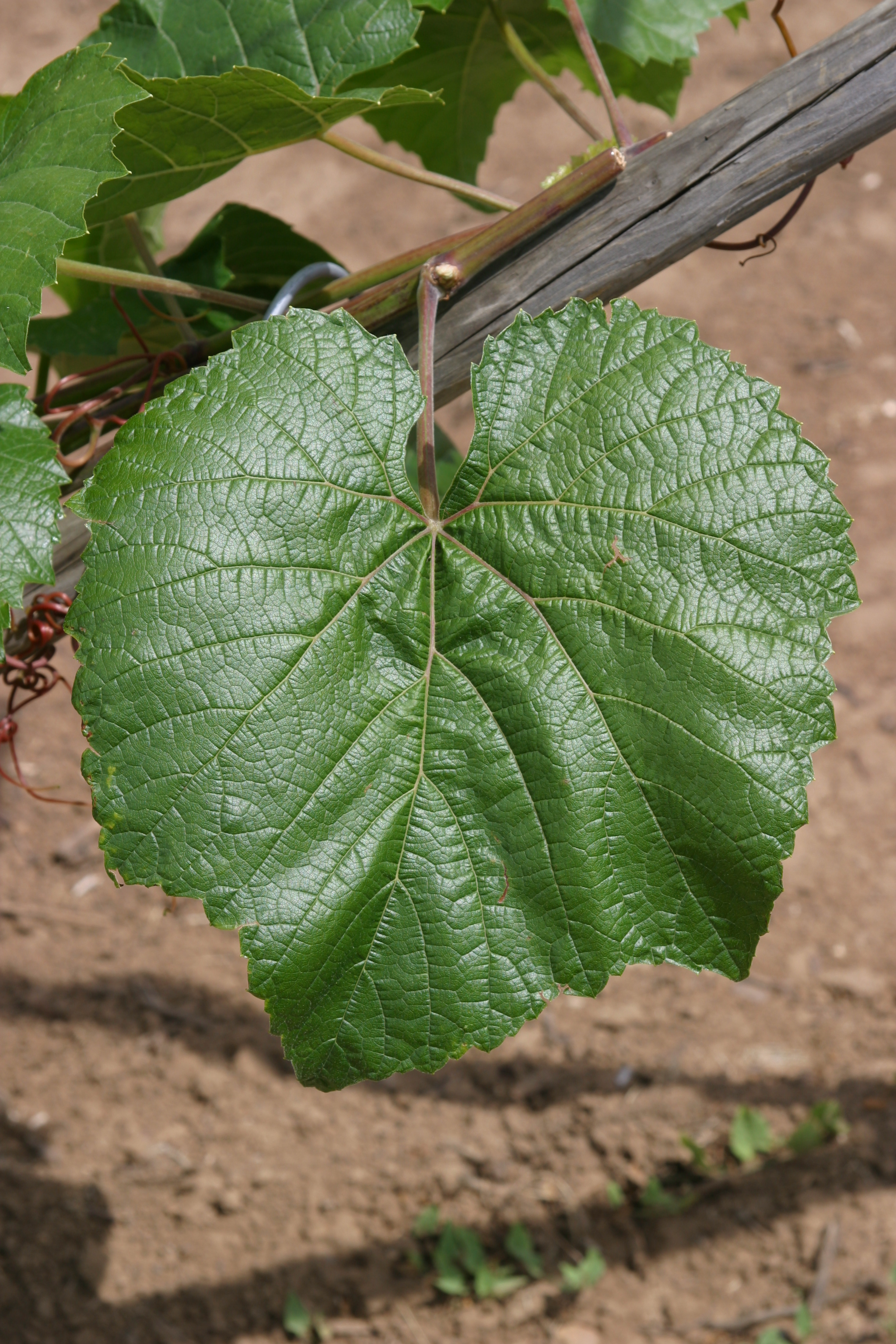
Blatt der Unterlagsrebe Teleki 8 B

Die Teleki 8 B ist eine Rebunterlage, die durch die Kreuzung der amerikanischen Vitis-Arten Vitis riparia und Vitis berlandieri entstanden ist und als Unterlagsrebe zur biotechnischen Bekämpfung der Wurzelreblaus für reblausanfällige Rebsorten (Vitis vinifera) genutzt wird.

## Herkunft
Im Jahr 1896 bezog der ungarische Weingutsbesitzer Sigmund Teleki in Villány etwa 10 kg Samen der Wildrebe Vitis berlandieri vom französischen Rebschulisten Euryale Rességuier. Wegen der damaligen besonderen Quarantänebestimmungen war der Verkehr mit grünen oder verholzten Rebteilen wegen der Möglichkeit der weiteren Verbreitung der Reblaus (Daktulosphaira vitifoliae, Syn. Viteus vitifoliae) verboten, daher bezog Teleki Rebsamen. Er pflanzte die Sämlinge der etwa 40.000 Kerne in seinen Versuchsfeldern. Danach teilte er die verschiedenen Populationen in drei verschiedene Gruppen ein und gliederte sie weiter in Serien.
Zur ersten Gruppe gehörten reine Berlandieri-Typen mit den Unterserien 1, 2 und 3. Diese verwarf er sehr bald wegen ihrer ungenügenden Bewurzelung. In der zweiten und größten Gruppe fasste er die Berlandieri x Riparia-Typen zusammen mit den Unterserien 4, 5, 6, 7, 8 und 9. Diese Gruppe erschien ihm für weitere Züchtungsarbeiten am aussichtsreichsten. Die dritte Gruppe bildeten Berlandieri x Rupestris-Typen mit nur einer Unterserie 10. Diese hielt er wegen der geringen Eignung für das ungarische Klima als nicht weiter interessant.
Danach gliederte Teleki seine umfangreichen und für ihn vielversprechendsten Berlandieri x Riparia-Populationen nach ihrem Phänotyp in zwei Hauptgruppen und je drei Untergruppen. Gruppe Phänotyp Riparia mit den Untergruppen 4, 5, 6 und die Gruppe Phänotyp Berlandieri mit den Untergruppen 7, 8, 9. Zur weiteren Unterscheidung mittels ampelographischer Merkmale fügte er den jeweiligen Untergruppennummern noch die Buchstabenkennungen A bzw. B hinzu. Den Buchstaben A verwendete er zur Kennzeichnung von Typen mit glatten Trieben, den Buchstaben B für behaarte Triebe. So hatten Pflanzen der Gruppe 8 B behaarte Triebe und Blattformen, die eher Berlandieri-Typen zuzuordnen waren. Pflanzen der Gruppe 5 A dagegen besaßen glatte Triebe und Blätter, die eher Riparia entsprachen.
Bereits im Jahre 1902 fielen ihm besonders zwei Gruppen wegen ihrer Wuchskraft, frühen Holzreife, höherer Kalktoleranz und guter Affinität zum Edelreis als vielversprechend auf: 8 B und Teleki 5 C. Beide Serien wurden von Teleki bald in Verkehr gebracht. Dabei gab er von jedem Typ mehrere Zuchtstämme – oft sogar gemischt – weiter, sodass hieraus mehrere Selektionen entstanden. Bei 8 B waren es sogar fünf verschiedene, weshalb sich die verschiedenen Selektionen auch in ihren Eigenschaften unterscheiden können.

## Ampelografische Merkmale

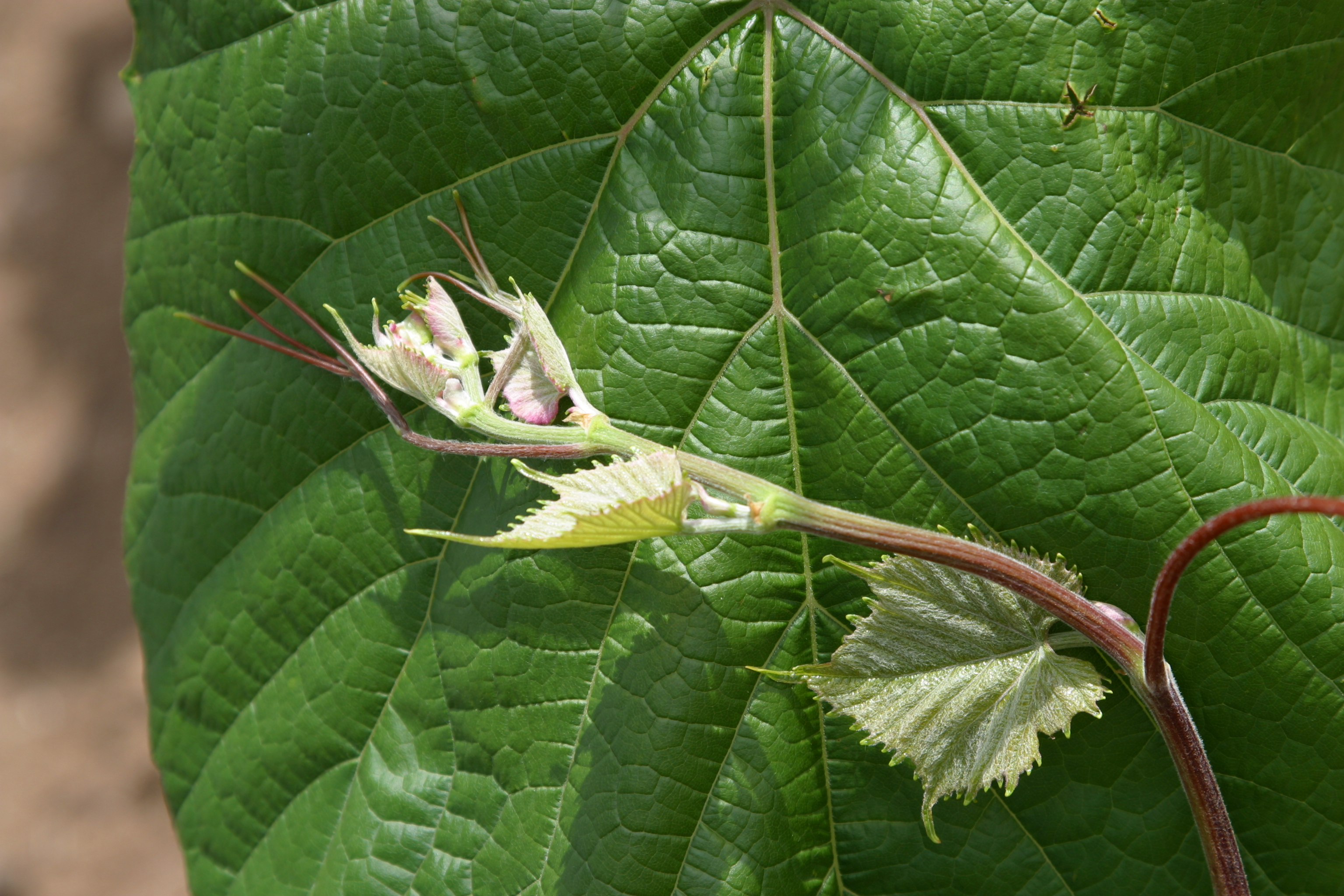
Triebspitze der Teleki 8 B

- Triebspitze: halboffen bis offen, weißlich grün mit leicht rötlich-braunem Hauch, karminrötlich berandet, flaumig-wollig und borstig behaart.
- Junge Blätter: bräunlich-grün glänzend, oberseits stark spinnwebig, unterseits dicht borstig und flaumig-wollig behaart.
- Ausgewachsenes Blatt: gedrungen, keilförmig mit kurzen stumpfwinkligen Seitenlappenspitzen, breite Zahnung des Blattrandes, Oberfläche schwach blasig, Stielbucht V-förmig, Blattrippen unterseits borstig, Blattstiel borstig.
- Triebachse: Internodien samtartig beborstet, reifes Holz haselnussfarben bis dunkelbraun.
- Ranken: dreiteilig.
- Blüte: männlich bis scheinzwittrig.

## Eigenschaften
Die Unterlage Teleki 8 B ist tolerant gegenüber der Wurzelreblaus. Die Teleki 8 B verleiht dem Edelreis je nach Bodenfruchtbarkeit eine mittelstarke bis starke Wachskraft. Die Unterlage besitzt eine gute Bewurzelungsfähigkeit mit halbtief bis tief gehendem Wurzelwerk. Daraus resultiert eine gute Trockentoleranz. Auf trockenen und warmen Böden verträgt sie hohe Kalkgehalte. Die Aktivkalktoleranz geht bis 22 %. Auf sehr schweren Böden kommt es in den ersten Jahren zu einem verzögerten Wachstum. Der Vegetationsabschluss ist mittelspät. Die Unterlage hat eine gute bis mittlere Affinität zu den meisten in Deutschland angebauten Edelreissorten. Inkompatibilitäten konnten mit den in Deutschland eingetragenen Klonen nicht beobachtet werden. Ihre gute Chlorosefestigkeit, Trockentoleranz und im Vergleich zu Selektion Oppenheim 4SO4 höheren Wüchsigkeit macht sie derzeit zu einer der besten Unterlagen für schwere Böden. Dennoch wird sie im deutschen Weinbau kaum verwendet. Ihre Trockentoleranz könnte jedoch zunehmend von Bedeutung sein.

## Synonyme
- Teleki 8 B  in der Datenbank Vitis International Variety Catalogue des Instituts für Rebenzüchtung Geilweilerhof (englisch)